# Isosaari (ö i Finland, Birkaland, Nordvästra Birkaland, lat 62,24, long 22,84)
Isosaari är en ö i Finland. Den ligger i sjön Mustajärvi och i kommunen Parkano i den ekonomiska regionen  Nordvästra Birkalands ekonomiska region  och landskapet Birkaland, i den sydvästra delen av landet, 250 km nordväst om huvudstaden Helsingfors. Öns area är 1,3 hektar och dess största längd är 250 meter i nord-sydlig riktning.